# 6-Phosphogluconsäure
6-Phosphogluconsäure bzw. ihr Anion 6-Phospho-D-gluconat ist ein Zwischenprodukt des Kohlenhydratstoffwechsels. Sie leiten sich von der D-Gluconsäure ab, wobei das C6-Kohlenstoffatom mit Phosphorsäure verestert ist. 
6-Phospho-D-gluconat kommt im Pentosephosphatweg sowie im Entner-Doudoroff-Weg vor. Das Enantiomer 6-Phospho-L-gluconat kommt in der Natur nicht vor.
Die Bildung von 6-Phospho-D-gluconat in oben genannten Stoffwechselwegen verläuft gleich: In beiden Fällen entsteht es über einen Zwischenschritt aus D-Glucose-6-phosphat, was durch zwei Enzyme, einer Glucose-6-phosphat-Dehydrogenase und einer Phosphogluconatdehydratase, enzymatisch katalysiert wird. Bei dieser Oxidation wird NADPH gebildet.